# Samsung Galaxy S21
El Samsung Galaxy S21 es una serie de teléfonos inteligentes con sistema operativo Android 11  diseñados, desarrollados, fabricados y comercializados por Samsung Electronics como parte de su serie Samsung Galaxy S. En conjunto, sirven como sucesores de la serie Samsung Galaxy S20. Los primeros tres teléfonos se presentaron en el evento 'Galaxy Unpacked' el 14 de enero de 2021 y se lanzaron el 29 de enero de 2021, mientras que el FE se presentó en el CES 2022 el 3 de enero de 2022 y se lanzó el 11 de enero de 2022.
La línea consiste de cuatro dispositivos, siendo el Galaxy S21 inicialmente el menos costoso con un tamaño de pantalla más pequeño y una parte trasera de plástico. El Galaxy S21+ es muy similar al S21 en cuanto a especificaciones, con la excepción de una pantalla más grande, mayor capacidad de batería y vidrio trasero en lugar de plástico. El Galaxy S21 FE es la versión económica lanzada más tarde que contiene una pantalla de 6,4", que es un poco más grande que el Galaxy S21, una carcasa trasera y una cámara de plástico. El Galaxy S21 Ultra tiene la pantalla más grande, la batería más duradera y una serie de otras mejoras con respecto a los otros modelos. Incluye una configuración de cámara más avanzada resaltada por su sensor principal de 108 MP con enfoque automático láser y una pantalla de 1440p de mayor resolución. El S21 Ultra es también el primer teléfono de la serie Samsung Galaxy S compatible con el S Pen, aunque se vende por separado y con una funcionalidad limitada.
Siguiendo a Apple, Samsung decidió retirar tanto el cargador de pared como los auriculares del empaque de los teléfonos Galaxy S21, con el razonamiento que «Samsung cree que retirar los auriculares y el cargador del empaque de nuestro dispositivo en la caja puede ayudar a ganar más dinero y abordar el problema creciente de los desechos electrónicos y la duplicación innecesaria de estos elementos». Sin embargo, alcanzar la tasa de carga más alta posiblemente requiera un nuevo cargador con embalaje y envío separados con huella ambiental independiente.

## Diseño
La serie Galaxy S21 tiene un diseño similar a su predecesor, con una pantalla Infinity-O que contiene un recorte circular en la parte superior central para la cámara frontal para selfies. El panel posterior del S21 y S21 FE es de policarbonato reforzado similar al S20 FE y Samsung Galaxy Note 20, mientras que el S21+ y el S21 Ultra usan vidrio. A excepción del S21 FE, el conjunto de cámaras traseras se integró en el cuerpo del teléfono y tiene un borde metálico; el S21 Ultra tiene un marco de cámara de fibra de carbono para colores exclusivos. En cambio, el conjunto de cámaras traseras S21 FE está integrado en el panel trasero de plástico.

## Hardware
La serie S21 comprende tres modelos con varias especificaciones de hardware. Los modelos internacionales y coreanos del S21 utilizan el sistema en chip Exynos (específicamente el Exynos 2100) mientras que los modelos de EE. UU., Canadá, China, Taiwán, Hong Kong y Japón utilizan Qualcomm Snapdragon 888. 
La serie S21 cuenta con pantallas "Dynamic AMOLED 2X" con soporte HDR10+ y tecnología de "mapeo dinámico de tonos". Los primeros tres modelos usan un sensor ultrasónico de huellas dactilares en pantalla de segunda generación, mientras que el S21 FE usa un sensor óptico tradicional de huellas dactilares en pantalla. El S21 Ultra ahora también puede usar 120 Hz a 1440p a diferencia de su predecesor. 
| Modelo    | Tamaño de pantalla (pulg.) | Resolución de pantalla | Frecuencia de actualización máxima | Frecuencia de actualización variable | Forma        |
| --------- | -------------------------- | ---------------------- | ---------------------------------- | ------------------------------------ | ------------ |
| S21       | 6.2                        | 2400 x 1080            | 120 Hz                             | 48 Hz a 120 Hz                       | Lados planos |
| S21 FE    | 6.4                        | 2340 x 1080            | 120 Hz                             | 48 Hz a 120 Hz                       | Lados planos |
| S21 +     | 6,7                        | 2400 x 1080            | 120 Hz                             | 48 Hz a 120 Hz                       | Lados planos |
| S21 Ultra | 6,8                        | 3200 x 1440            | 120 Hz                             | 10 Hz a 120 Hz                       | Lados curvos |

### Almacenamiento
| Modelos    | Galaxy S21 | Galaxy S21     | Galaxy S21 + | Galaxy S21 +   | Galaxy S21 Ultra | Galaxy S21 Ultra | Galaxy S21 FE | Galaxy S21 FE  |
| ---------- | ---------- | -------------- | ------------ | -------------- | ---------------- | ---------------- | ------------- | -------------- |
|            | RAM        | Almacenamiento | RAM          | Almacenamiento | RAM              | Almacenamiento   | RAM           | Almacenamiento |
| Variante 1 | 8GB        | 128GB          | 8GB          | 128GB          | 12GB             | 128GB            | 6GB           | 128GB          |
| Variante 2 | 8GB        | 256GB          | 8GB          | 256GB          | 12GB             | 256GB            | 8GB           | 128GB          |
| Variante 3 | -          | -              | -            | -              | 16GB             | 512GB            | 8GB           | 256GB          |

El S21 y el S21+ ofrecen 8 GB de RAM con opciones de 128 GB y 256 GB para almacenamiento interno. El S21 Ultra tiene 12 GB de RAM con opciones de 128 GB y 256 GB, así como una opción de 16 GB con 512 GB de almacenamiento interno. El S21 FE ofrece 6 u 8 GB de RAM con opciones de 128 GB o 256 GB para almacenamiento interno. Los cuatro modelos carecen de una ranura para tarjetas microSD, que estaba presente en la serie S20.

### Baterías
Los modelos S21, S21 FE, S21+ y S21 Ultra contienen baterías Li-Po de 4000 mAh, 4500 mAh, 4800 mAh y 5000 mAh no extraíbles, respectivamente. Los cuatro modelos admiten la carga por cable a través de USB-C de hasta 25 W (mediante USB Power Delivery ), así como la carga inductiva Qi de hasta 15 W. Los teléfonos también tienen la capacidad de cargar otros dispositivos compatibles con Qi desde la propia energía de la batería del S21, que tiene la marca "Wireless PowerShare", hasta 4.5W.

### Conectividad
Los cuatro teléfonos admiten redes 5G SA/NSA, el Galaxy S21, S21+, y S21 FE admiten Wi-Fi 6 y Bluetooth 5.0, mientras que el Galaxy S21 Ultra admite Wi-Fi 6E y Bluetooth 5.2. Los modelos S21+ y S21 Ultra también son compatibles con Ultra Wideband (UWB) para comunicaciones de corto alcance similares a NFC (que no debe confundirse con 5G mmWave , que Verizon comercializa como Ultra Wideband). Samsung utiliza esta tecnología para su nueva función "SmartThings Find" y el próximo Samsung Galaxy SmartTag+. 
El S21 y el S21+ tienen configuraciones de cámara similares a sus predecesores, pero se benefician de un software y procesamiento de imágenes mejorados. Ambos tienen un sensor de ancho de 12 MP, un sensor de telefoto de 64 MP con zoom híbrido de 3x; óptico solo 1.1x y un sensor de ultra ancho de 12 MP. El S21 FE también tiene una configuración de cámara similar a la de su predecesor, pero se beneficia de un procesamiento de imágenes y un software mejorados así como ser junto al S21 ultra un zoom óptico real. Tiene un sensor gran angular de 12 MP, un sensor de teleobjetivo de 8 MP con zoom óptico de 3x y un sensor ultra gran angular de 12 MP. El S21 Ultra tiene un nuevo sensor HM3 de 108 MP con varias mejoras sobre el anterior sensor HM1 de 108 MP, incluido HDR de 12 bits. También tiene dos sensores de telefoto de 10 MP con zoom óptico de 3x y 10x, así como un sensor ultra ancho de 12 MP. La cámara frontal utiliza un sensor de 10 MP en el S21 y S21+, 32 MP en el S21 FE, y un sensor de 40 MP en el S21 Ultra. La grabación 4K@60 es compatible con la cámara ultra ancha del S21 y S21+ y todas las cámaras del S21 Ultra. Todas las cámaras son Samsung, excepto 12MP Ultra Wide en S21 Ultra, 10MP frontal en S21 y S21+, 8MP teleobjetivo y 32MP frontal en S21 FE.

## Software
Los cuatro teléfonos funcionan con Android 11 y los servicios móviles de Google, con el software One UI de Samsung.  Todos usan Samsung Knox para mejorar la seguridad del dispositivo y existe una versión separada para uso empresarial. La serie Galaxy S21 puede grabar video HDR10+ y admitir HEIF.
La serie Samsung Galaxy S21 admite los siguientes modos de video: 
- 8K a 24 fps (posiblemente hasta 30 fps en S21 Ultra)
- 4K a 30/60 fps
- 1080p a 30/60/240 fps
- 720p a 960 fps (480 fps se interpola a 960 fps en el S21 Ultra)

Los fotogramas fijos extraídos de imágenes de alta resolución pueden actuar como fotografías independientes.

## Recepción
Dieter Bohn; para de The Verge, elogió la pantalla impactante del S21 Ultra, el rendimiento rápido, la batería de larga duración y las mejoras generales en el sistema de la cámara, comparando este último con el del IPhone 12 Pro Max ; sin embargo, Bohn notó que la parte trasera de plástico del teléfono es más susceptible a abolladuras y rayones menores. David Imel; para Android Authority, señaló que el Samsung Galaxy S21 Ultra «es un teléfono inteligente de gran potencia» y que «el sistema de cámara del Samsung Galaxy S21 Ultra es uno de los mejores que puede obtener en Android». Matt Sweder en Techradar dio una crítica positiva y señaló su «diseño fascinante», llamándolo «el teléfono más atractivo de Samsung» y lo «fenomenalmente poderosa» que es la cámara, pero también criticó el precio y la falta de ranura para tarjetas MicroSD, y cuestionando el soporte del lápiz óptico, que es una compra por separado, sin ningún lugar donde colocar el S Pen en el teléfono.
Las críticas se han dirigido a la falta de un cargador y de un almacenamiento ampliable en la tarjeta de memoria, el último de los cuales existía en el anterior Samsung Galaxy S20.